# Manuel Andújar
Manuel Andújar Muñoz (La Carolina, 4 de enero de 1913-Madrid, 14 de abril de 1994) fue un escritor español.

## Vida
Manuel Andújar Muñoz vino al mundo bajo el nombre civil de Manuel Culebra Muñoz. Era el primogénito de Magín Culebra Sánchez, natural de la citada población jiennense, y de Cecilia Muñoz Muñoz, natural de Viso del Marqués (Ciudad Real). La familia Culebra-Muñoz se trasladará, por razones profesionales del padre, primeramente, a la vecina Linares y, después, en 1921, a Málaga.
La utilización por primera vez del topónimo Andújar como pseudónimo ha sido localizada en un artículo periodístico del 12 de agosto de 1936 (su primera crónica en el diario leridano UHP, «Un día en el frente»). Su uso literario lo generalizará a partir de 1942 y lo acabará convirtiendo en su nuevo y definitivo nombre civil en 1973.
En Málaga cursa primera y segunda enseñanza en el Colegio Alemán y los estudios profesionales de peritaje mercantil en la Escuela de Comercio. Entre 1928 y 1932, colabora en El Huerfanito, revista del Colegio de Huérfanos de Médicos (en donde a tan temprana edad expone su compromiso con la literatura y con la independencia del escritor); en el semanario El pregón y en el diario Amanecer, portavoz oficioso malagueño del Partido Republicano Radical-Socialista, con artículos y reseñas sobre literatura, arte y política. En este tiempo es promotor del movimiento local de la Federación Universitaria Escolar (F. U. E.), está en el círculo fundador de la Asociación Libre de Artistas (ALA), que pretendía revitalizar y modernizar el ambiente artístico y literario de la ciudad, y preside las Juventudes del Partido Republicano Radical-Socialista de Málaga. Traba importantes amistades y conocimientos (Ángel Caffarena, Luis Cuervo, Ricardo Aguilera, Juan Rejano o Emilio Prados, entre otros).
La muerte temprana de su padre (con sólo cuarenta y tres años) lo obliga a regresar de Madrid, adonde había marchado a finales de 1931. Pero el 29 de junio de 1932 saldrá definitivamente de Málaga y se instalará en Madrid con su madre viuda y sus dos hermanos. En esta ciudad, obtiene la condición de funcionario auxiliar administrativo del Ministerio de Agricultura (noviembre de 1932) y consolida su posición funcionarial en abril del año siguiente. Abandona el Partido Republicano Radical-Socialista e ingresa en las Juventudes Socialistas. Participa en 1935 en un concurso-oposición para el Ministerio de Hacienda y, ganada plaza, se traslada a Barcelona con la familia. La dedicación a la política aumenta, asiste a clases nocturnas de catalán, se incorpora a la sección catalana de las Juventudes Socialistas y se hace miembro de su comité central y de su núcleo dirigente. Es el periodo de lo que el mismo Andújar llamó su ofuscación política.
Tras el fracaso de la sublevación militar en Barcelona (julio de 1936), participa en la creación del PSUC para fusionar la izquierda marxista. Se une como miliciano a la columna Durruti para combatir en el frente de Aragón, pero será relevado por sus dificultades ambulatorias (sufrió poliomielitis infantil y, por sus brotes y secuelas, necesitaba de bastones y muletas para ayudarse a caminar). Se instala en Lérida (de agosto de 1936 a marzo de 1938), donde realiza crónicas circunstanciales y de urgencia, políticas y culturales, para el diario UHP (PSUC-UGT), del que será jefe de redacción y director. Toma parte en mítines, conferencias, alocuciones radiadas, reuniones y asambleas (que se extienden a Barcelona). Será concejal, por el PSUC, del Ayuntamiento de Lérida. Contrae matrimonio con María Dolores Vives Vives y conoce a quien será su íntimo amigo José Ramón Arana.
Con las batallas de Singra y de Alfambra, la pérdida de Teruel y el hundimiento del frente de Huesca, Lérida es evacuada. Unos días antes de la caída de la ciudad, Manuel Andújar se halla nuevamente en Barcelona (de marzo de 1938 a enero de 1939), empleado en el diario Las Noticias, portavoz de la UGT de Cataluña. En abril de 1938 será expulsado del PSUC. Según propia confesión, ello, con ser un disgusto, lo curó de pertenecer a una organización y del dogmatismo. Su última colaboración en el diario Las Noticias se publicará el 24 de enero de 1939. Dos días después entrarán las tropas franquistas en Barcelona.
Manuel Andújar a finales de enero o principios de febrero de 1939 cruzará la frontera francesa por Le Perthus y será internado en el campo de Saint-Cyprien. De ello dejará testimonio en St. Cyprien, plage, campo de concentración, unas breves notas impresionistas, unas crónicas que suponen el retorno a su vocación literaria.
Con su esposa Dolores y con su hija Mireya, nacida el 13 de marzo de 1938 en Alcarràs y fallecida a las pocas semanas de su llegada a México, embarca en el buque Sinaia, en la primera de las expediciones evacuadoras de españoles del territorio francés, rumbo al exilio mexicano (26 de mayo de 1939). El buque atracará en Veracruz el 13 de junio de 1939. Durante la travesía marítima algunos miembros del pasaje, entre ellos Manuel Andújar, irán componiendo un diario, Sinaia. Diario de la Primera Expedición de Republicanos Españoles a México (dieciocho números en total, casi tantos como días de navegación).
El matrimonio Culebra-Vives, que tendrá cuatro hijas más (Antía, Maya, María del Carmen y Cecilia) y acabará en divorcio, se traslada a México D. F. Ella empieza a trabajar como secretaria en una fábrica de camisas y él se emplea como corresponsal de francés y de alemán en la casa Kessel, importadora de relojes suizos. Este empleo, extendido de la correspondencia comercial a la publicidad de marcas y al mundo de las radioemisoras, le permite contactar con comerciales y publicistas, locutores de radio, con emigrados europeos antifascistas, fugitivos de la guerra mundial, y con intelectuales antinazis de habla alemana del movimiento Alemania libre, para el que desempeñó gratuitamente el papel de traductor.
En 1942 crea con José Ramón Arana la editorial Cuadernos del destierro en la que publicará las breves estampas teatrales El Director General, Maruja, Estamos en paz, Y después, ¡no grites! Estas y las que se editarán años después (El primer juicio final; Los aniversarios; El sueño robado; En la espalda, una X; Aquel visitante; Objetos hallados; Todo está previsto; y Al minuto) configuran un teatro calificado de intelectual, de ideas, más para la lectura que para la representación.
En 1946, también con José Ramón Arana, alumbra la revista Las Españas (y su continuadora Diálogo de las Españas) sobre la base de la independencia de grupos políticos y de sujeciones partidistas, como portavoz de un exilio básicamente cultural y literario. Manuel Andújar la bautizará con ese plural que manifiesta la concepción confederal y plural de España. Será, entre 1946 y 1963, una de las publicaciones más importantes del exilio español.
A finales de 1948 se encuentra entre los fundadores y colaboradores del Ateneo Español de México, una asociación para preservar y difundir la memoria histórica del exilio español en el país azteca.
A principios de los años cincuenta dirige la céntrica librería Juárez, sita en la Avenida del mismo nombre (en la zona de los diarios de mayor circulación: Excélsior, El Universal, Novedades, Últimas Noticias). Ello le permite hacerse un profesional de la librería, tratar con numerosos periodistas y escritores y organizar exposiciones en pro del libro mexicano con otras editoriales como Fondo de Cultura Económica, Imprenta Universitaria, Prensa Mexicana, Porrúa Hermanos.
En 1953, Arnaldo Orfila, director del Fondo de Cultura Económica (FCE), le propone la dirección del Departamento de Promoción y Publicidad de esta, en la que permanecerá unos doce años, con un intermedio de quince meses, de los años de 1956 y 1957, en que acepta una oferta de González Porto para poner orden en su sucursal de Santiago de Chile. Casado el 23 de marzo de 1956 en segundas nupcias con Ananda Velasco Garro (viuda del coronel Rafael Sánchez-Paredes, jefe de las fuerzas blindadas de la República, con quien había tenido un hijo, Antonio), en la capital chilena nacerá (en 1957) la única hija de este segundo y último matrimonio, Ananda Beatriz Andújar Velasco.
Tras el paréntesis chileno, regresa a México y se reincorpora al FCE, permaneciendo en él hasta 1965. Su trabajo y los viajes por el continente americano le permitieron contactar y conocer la pléyade intelectual hispanoamericana (Rómulo Gallegos, Ernesto Mejía Sánchez, Demetrio Aguilera-Malta, Juan Rulfo, Gabriel García Márquez, Carlos Fuentes, José Revueltas, Rosario Castellanos, Agustín Yáñez, José Emilio Pacheco, Octavio Paz, Augusto Monterroso, entre otros). En el otoño de 1964 viaja a Madrid para poner en marcha la sucursal española del FCE. Regresa a México y estalla el escándalo, que se venía larvando, con la publicación por la editorial del libro Los hijos de Sánchez. La salida de su director, Arnaldo Orfila, contra quien se había orquestado la campaña, motiva el fin de la relación laboral de Andújar con el FCE.
El 31 de marzo de 1967 regresa del exilio con la mira de instalarse en Barcelona para fundar una editorial modesta. Por causas ajenas el proyecto no llegó a nacer. Es entonces cuando acepta la propuesta de Javier Pradera y de José Ortega Spottorno para desempeñar en la recién fundada Alianza Editorial las mismas funciones ya desarrolladas en el FCE.
En 1969 participa con Elena Soriano en la creación y en el primer consejo de redacción de la revista El Urogallo, revista bimestral, independiente de nexos oficiales y de cualquier ismo, de primera calidad y amplio y noble criterio aglutinador, cuyo objetivo, en defensa de la literatura, era considerarla parte viva de sus contextos sociológicos e históricos y en interrelación cultural.
Desde su instalación en España contribuye sin desmayo a inventariar la intelectualidad española exiliada y a procurar, con desigual fortuna, el reconocimiento y la publicación de la obra de quienes formaron la España peregrina, en una especie de operación retorno: Simón Otaola, José Ramón Arana, Paulino Masip, Benjamín Jarnés, Juan Gil-Albert, Rafael Dieste, José Bolea, Virgilio Botella, Mada Carreño, Anselmo Carretero, Clemente Airó, Pablo de la Fuente, Odón Betanzos, Álvaro Custodio, Ovidio Gondi, Eugenio Fernández Granell, Antoniorrobles, Max Aub, Ramón J. Sender, Arturo Barea, etc.
En 1976, con Ángel María de Lera, Daniel Sueiro, Ramón Hernández, Raúl Guerra Garrido y otros, crea la Asociación Colegial de Escritores de España y su vocero, la revista República de las Letras.
En el curso de los aires autonomistas de los ochenta, colabora activamente en el proyecto cooperativo editorial sevillano Edisur, que pretendía proporcionar a los andaluces un servicio cultural y formativo. Por sobre la modestia de su participación societaria, recaba para la editorial colaboraciones culturales y literarias con una temática considerada específica del área geográfica andaluza, figura en el volumen colectivo con que debutaban sus prensas, Hacia una Andalucía libre, o ve publicado su ensayo Andalucía e Hispanoamérica, crisol de mestizajes, en donde muestra su preocupación por el hecho histórico y humano del mestizaje tras la experiencia iberoamericana.
Su firma aparecerá en muchos periódicos y revistas españolas e hispanoamericanas (Estampas y El Popular, El País, Las Españas, Triunfo, Tiempo de historia, Ínsula, Cuadernos Hispanoamericanos, Camp de l’Arpa, Q. P., Últimas noticias, Cuadernos americanos, Humanismo, Nueva historia, Arbor, El Urogallo, Cuadernos del Norte, Diálogos, Revista mexicana de cultura, México en la cultura, La cultura en México, Papeles de Son Armadans, Voces de Jerusalén, La semana de bellas artes, La universidad, República de las letras, Anthropos, Pueblo, Sur, entre otros).
Definitivamente jubilado en 1982, fija su residencia en San Lorenzo de El Escorial, en donde, fiel a su carácter, se convierte en elemento activo de la vida cultural de la villa, donde se rodea de amigos y da rienda suelta a su inveterada afición tertuliana. Bajo su iniciativa y dirección se celebra en la cripta del cafetín Croché, con la colaboración de la librería Arias Montano, la Tertulia Escurialense. Su ciclo Confesión de autor verá el paso de una extensa nómina de destacadas figuras del panorama intelectual.
Mediante acto celebrado en la Biblioteca Nacional de España, el 5 de diciembre de 1985 formalizó la cesión de sus materiales literarios, bibliografía y correspondencia al Centro de Documentación Provincial de Jaén, en donde quedaron depositados a disposición de los estudiosos y del público en general (Instituto de Estudios Giennenses, Diputación Provincial de Jaén).

## Obra
Manuel Andújar se expresó en todos los géneros literarios, pero la narrativa y el ensayo serán los más frecuentados. A través de ellos (y de la poesía y de las piezas teatrales) fue deslizando explícita e implícitamente sus vivencias y sus creencias.
Además de sus colaboraciones periodísticas anteriores, coetáneas e inmediatamente posteriores a la guerra civil española, parte importante de su producción literaria la produce y publica en México. De ahí que reconociera que era un escritor afirmado y configurado en el exilio, que su obra literaria la realizó básicamente en aquel país y la complementaria a partir de su regreso a España, en donde trató de reeditarla y de publicar la inédita y la que aún crearía. No tuvo el camino expedito. Hubo un tiempo de labor callada para no someterse a la censura ni imponerse la autocensura. Escribir sin concesiones ni eufemismos antes de 1975 topaba con normas y métodos imperantes con los que él no concordaba (son los casos de la novela Historias de una historia y del cuento «Hermano de José», por ejemplo).
Su mayor esfuerzo narrativo integra el ciclo denominado Lares y Penares, título con el que pretende expresar y compendiar las aspiraciones de su actividad novelística extensa con una palabra de evocadora atmósfera andaluza, de acento trascendente e intimista. Forman el ciclo novelístico la trilogía Vísperas (Llanura, 1947, El vencido, 1949, y El destino de Lázaro, 1959), Cristal herido, 1945, Historias de una historia, 1973, Cita de fantasmas, 1982, La voz y la sangre, 1984, y Mágica fecha, 1989.
En las tres piezas de Vísperas, editadas en México y reeditadas en España, narra lo que, en su opinión, son las vísperas, los prolegómenos, los condicionantes de la Guerra civil española. Son letras realistas, de realismo simbólico, según Rafael Conte, por considerar que se elevan a categoría universal, general y eterna, los concretos personajes y sus vicisitudes. Llanura expone y desarrolla los conflictos en el ambiente rural manchego, entre el cacique y sus secuaces y las clases populares. En El vencido se hace presente la zona minera de Linares, La Carolina y El Centenillo. Con un discurso narrativo de gran riqueza léxica, la simbología de la oposición socioeconómica tiene, de un lado, a los mineros y, de otro lado, la burguesía. Finalmente, en El destino de Lázaro, serán Málaga y su puerto los comparecientes, el trasiego de personas y de mercancías, la guerra de Marruecos y el colonialismo, la corrupción política y militar. Se ha caracterizado la trilogía por la frase literaria cincelada, vocablo escogido, palabra clave y exacta, lenguaje apropiado, cuidadoso estilo, narración jugosa, límpida, con amor a la frase bien dicha y pulcra.
Cristal herido es la primera novela escrita y publicada del ciclo referido, pero por el tiempo histórico narrado se sitúa tras la trilogía Vísperas. Es la crónica de la ilusión, las vicisitudes, el desengaño de los propios dirigentes y el aplastamiento por las fuerzas más regresivas de toda una juventud ilusionada por la llegada de la II República. Obra primeriza, ingenua, pasional, relato intrahistórico, de tintes autobiográficos. Tanto Vísperas como Cristal herido han sido críticamente emparentadas con Galdós, por quien Andújar siempre manifestó una admiración ilimitada.
Historias de una historia, escrita en México entre 1964 y 1966, se publicó, mutilada por la censura, en 1973. No será editada íntegra hasta 1986. Es el mayor y más ambicioso empeño narrativo, una serena meditación sobre la Guerra civil, una novela coral de la guerra y en la guerra, vista desde el lado republicano, un ejercicio de exorcismo para eliminar las pesadillas y obsesiones de tal acontecimiento: memoria decantada y recobrada de lo visto y vivido en las trincheras y en la retaguardia de las tierras aragonesas y catalanas, mediante un barroquismo estilístico más acusado.
Cita de fantasmas congrega fantasmas de la Guerra civil, fantasmas de los que tuvieron un cargo y ya no lo tenían, fantasmas de los prestigios que fueron y que ya no eran. El protagonista, Ricardo Estella, hijo de exiliados, se plantea el problema de por qué su padre participó e hizo una guerra civil que le tiene a él en México, en un ambiente que lo está influyendo. Ahí comienza una indagación particular sobre un oscuro episodio de la retaguardia. Esta novela es el episodio que enlaza la Guerra civil y la generación de los exiliados.
La voz y la sangre tiene por argumento otra indagación, la investigación o encuesta psicológica y sociológica que realiza Dionisio, un retornado del exilio mexicano, alter ego de Manuel Andújar, para poner de relieve las traumáticas consecuencias de la Guerra civil y poder producir una catarsis colectiva. Andújar reconoció que era obra que pedía generosa concentración, que hacía frente a varios dilemas, literarios, estilísticos, incluso argumentales y morales. La novela presenta diversos narradores, monólogos interiores, diálogos, poemas, sueños o alucinaciones, múltiples historias y personajes paralelos; aumenta el retoricismo, la abstracción y la barroquización prosísticas, así como los componentes satíricos y expresionistas.
Mágica fecha significa un cambio importante en su narrativa. Situada en Madrid, el 31 de diciembre de 1999, es una visión premonitoria, compleja y angustiada, de lo que será la vida humana y española en el siglo XXI, vista e imaginada desde 1970 cuando empezó a escribirla. Con técnicas de diferentes géneros literarios, barroquismo andaluz en lo estético, la profundidad de los diálogos y lo complicado de la trama, llena de personajes, exigen esfuerzo para penetrar en una visión futurista que reúne sus inquietudes de conciencia, obsesiones y pesadillas.
No perteneciente al ciclo Lares y Penares es la novela Un caballero de barba azafranada, la última publicada por Manuel Andújar. Es la historia del vínculo fraternal que se establece entre dos mujeres, Hortensia y Mercedes, una portera y una psiquiatra, respectivamente, que mantienen una cómplice relación por las visitas en sueños de Marino, el caballero de barba azafranada, el espíritu de un fallecido (cuyo cuerpo, víctima de un asesinato, ve Hortensia en la calle al inicio del relato). Este se aparece primero a la portera, con la que mantiene encuentros sexuales, luego a la doctora, con la que entabla una relación más intelectual, e incluso, incidentalmente, a Mauricio, responsable de la clínica psiquiátrica donde trabaja Mercedes y donde acaba recluida Hortensia. A la muerte de esta, se afirma que Marino desaparecerá definitivamente de entre los vivos, como si ella hubiera sido su médium. Como vemos, es una historia muy distinta a las anteriores, de pocos personajes, de ambiente intimista (con numerosos monólogos interiores) y de tema más psicológico y existencial que fantástico, sobre las fronteras entre la vida y la muerte, la demencia y la cordura.

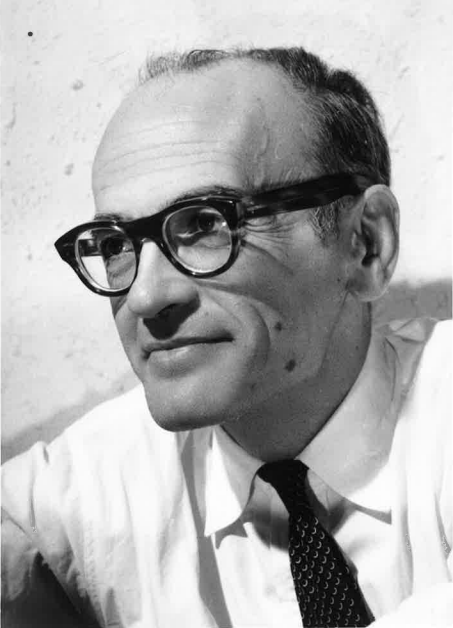
Fotografía de Manuel Andújar

La narrativa extensa andujarina ha tenido una última entrega en fechas recientes. En octubre de 2021, por la editorial sevillana Renacimiento se ha publicado la novela inédita Junqueras de Carpetonia en edición crítica realizada por los profesores Rafael Alarcón Sierra y Blas Medina Ávila. Un texto escrito en el verano de 1967, referido, en palabras del propio Andújar, a equis herencia comunera, a la despoblación agraria y al turismo artificial. Considerada producto inicial del contacto con el ambiente peninsular, en ella refleja, recién retornado del exilio, el mal gobierno y la especulación como los males que lastran, detienen o desvían el futuro de España.
También se expresó Manuel Andújar en el relato breve. Hay en el conjunto de su producción cuentística un cruce de realismo e imaginación, presididos por la unidad de estilo. Sin perjuicio de los cuentos aparecidos en antologías, revistas y periódicos, cuatro son los volúmenes que agrupan el grueso de su cuentística: Los lugares vacíos, 1971, refiere el exilio, el retorno, el intento de readaptación a la España de la sociedad de consumo, del turismo y de los veinticinco años de paz: todos pasajes, paisajes y paisanajes idos, subidas y bajadas por lomas y repechos en los días tristes de la Guerra civil, paseos por las calles de Barcelona, orillas de riachuelos, mares azules, cortijos, casonas; La franja luminosa, 1973, es un conjunto que cabalga entre un sentido simbólico de la realidad y un anhelo de penetrar en el misterio, a través de un ejercicio vanguardista; Secretos augurios, 1981, relatos autónomos, fábulas morales, rejonazos de actualidad, estampas familiares, crímenes soterrados, traiciones inexpresadas, utopías imposibles y frustraciones inevitables, será el resumen que del conjunto realice Rafael Conte; y Cuentos completos, 1989, una edición antológica realizada por Luis Mateo Díez que, pese al adjetivo del título, no solo no logra tal totalidad, sino que incluso reitera el contenido, con modificaciones, de los tres primeros conjuntos referidos.
A este corpus hay que añadir La sombra del madero, 1966, cuento clásico –sobre la violencia y el primitivismo de la sociedad española, de sus pasiones e instintos arrastrados y desatados, concluidos en un fatalismo frustrante y melancólico, por estéril– en la senda de Vísperas, que conjuga lo social y lo colectivo con lo individual e íntimo; La ilusión subversiva, 1944, trata del asunto de la isla desierta como el lugar utópico en donde se obtendrá la cura de la infelicidad del mundo y se realizarán los soñados proyectos; y, por último, Partiendo de la angustia, 1944, impresiones tempranas de México en las que intenta reflejar una realidad estremecida, flotante, del intrincado dualismo del mestizaje: aspiración de captar el ambiente, de reflejar una atmósfera en que concurren, indisolublemente, el entorno de la historia en que participó lo español, determinándola en gran porción, y la aparente y subyacente y coloreadora persistencia de impregnación precolombina.
Amén de muchos artículos repartidos por libros antológicos, revistas y periódicos, deben destacarse de su producción ensayística, por ejemplo, La literatura catalana en el destierro, 1949, resultado de una conferencia impartida en el Ateneo Español de México, un estudio literario, entre memorial y ensayístico que lo muestra, más que catalanista, ibérico. Cartas son cartas, 1968, selección epistolar de fragmentos de la correspondencia que le fue dirigida o escribió, carente de comentarios y de aparato crítico. «Las revistas culturales y literarias del exilio en Hispanoamérica», vol. III de la obra colectiva El exilio español de 1939, 1976, cuyo solo enunciado dispensa de cualquier comentario acerca de su contenido. Grandes escritores aragoneses en la narrativa española del siglo xx, 1981, un ensayo-collage sobre Benjamín Jarnés, Ramón J. Sender y José Ramón Arana entre biográfico, crítico y de épocas que Ediciones El Heraldo de Aragón le había encargado. Andalucía e Hispanoamérica, crisol de mestizajes, 1982, muestra su interés por el mestizaje cultural y las relaciones, paralelismos e idiosincrasias de Hispanoamérica y España. Esto pasó en España, 1984, es un trabajo panorámico sobre la cultura española durante la transición de 1975 a 1983, del franquismo a la democracia otorgada, en donde prevalece la idea de que el proceso democratizador avanzaba encauzado por las fuerzas políticas y sociales del postfranquismo. Por último, Signos de admiración, 1986, reunirá semblanzas de escritores, artistas y claros varones esparcidas por diferentes publicaciones.
Sus incursiones poéticas han sido escasas, confidenciales y absolutamente anticanónicas (La propia imagen, 1961, Campana y cadena, 1965, Fechas de un retorno, 1979, en donde adquiere o resalta su tónica intimista, abundando los textos de la nostalgia y de la increpación española, el sino de los exiliados, y Sentires y querencias, 1984).